# Psilanthus floresianus
Psilanthus floresianus là một loài thực vật có hoa trong họ Thiến thảo. Loài này được (Boerl.) J.-F.Leroy miêu tả khoa học đầu tiên năm 1981.